# Museo nacional iraní de la historia de las ciencias médicas
El Museo nacional iraní de la historia de las ciencias médicas (en persa: موزه ملی تاریخ علوم پزشکی ایران) Es el primer museo médico establecido en Irán por un proyecto conjunto entre la Organización del Patrimonio Cultural de Irán, el Ministerio iraní de Salud y Educación médica, la Academia iraní de Ciencias Médicas y la Universidad de Teherán de Ciencias Médicas.
Inaugurado en septiembre de 2002 por el Dr. Mohammad Farhadi, Dr. Mohammad-Reza Zafarqandi, Sayyed Mohammad Beheshti y el Dr. Maziar Ashrafian Bonab el museo es operado conjuntamente por la Universidad de Teherán de Ciencias Médicas y la organización ICHO. Desde el año 2002 el Dr. Shams Shariate Torbaqan ha sido el director del museo.
El edificio del museo, se encuentra en Amir Abad en Teherán.